# السيدة من؟
السيدة من؟ هو فيلم درامي أمريكي صامت عام 1918 من إخراج ريجينالد باركر وبطولة بيسي باريسكال . تم إنتاجه بواسطة Paralta Plays وتم توزيعه من خلال شركة WW Hodkinson Corporation وشركة General Film Company.
الفيلم مقتبس من قصة هارولد ماكغراث للكاتب مونتي إم كاتيجون وكلايد دي فينا . تم التوجيه الفني للفيلم بواسطة روبرت برونتون.  

## حبكة
فيلم "مدام هو" يدور حول حياة امرأة غامضة تُعرف باسم مدام هو. تتكشف القصة بينما تتنقل بين علاقات معقدة وتحديات اجتماعية، بينما تكشف أسرارًا من ماضيها. تتركز المواضيع حول الهوية والتمكين والمرونة، حيث تواجه عقبات وتسعى لتحقيق الذات. تتداخل العناصر الدرامية والتشويقية في السرد، مما يؤدي إلى رحلة تحول واكتشاف الذات. 
- بيسي باريسكال في دور جين بوفورت
- إدوارد كوكسن في دور جون أرميتاج
- هوارد هيكمان في دور هنري مورغان
- جوزيف جيه داولينج في دور "بارسون" جون كينيدي
- ديفيد هارتفورد في دور آلان كراندال
- فاني ميدجلي في دور السيدة هوارد
- نيك كوجلي في دور موس
- يوجين باليت في دور الملازم كونروي
- والاس ورسلي في دور ألبرت لوكهارت
- كلارنس بار في دور الرئيس أبراهام لينكولن
- بيرت هادلي في دور الجنرال جرانت

## الحفظ
طبعة مقاس 35 ملم سيدتي من؟ مملوكة لمكتبة الكونجرس ، على الرغم من أن إدخال قاعدة البيانات الخاصة بها لا يحدد ما إذا كانت الطباعة مكتملة.  

## أنظر أيضا
- قائمة الأفلام والبرامج التلفزيونية عن الحرب الأهلية الأمريكية

## روابط خارجية
- السيدة من؟  في قاعدة بيانات الأفلام على الإنترنت (بالإنجليزية)
- [http://allmovie.com/movie/v228657 Synopsis

] على موقع أول موفي.